# Gaia (Sängerin)

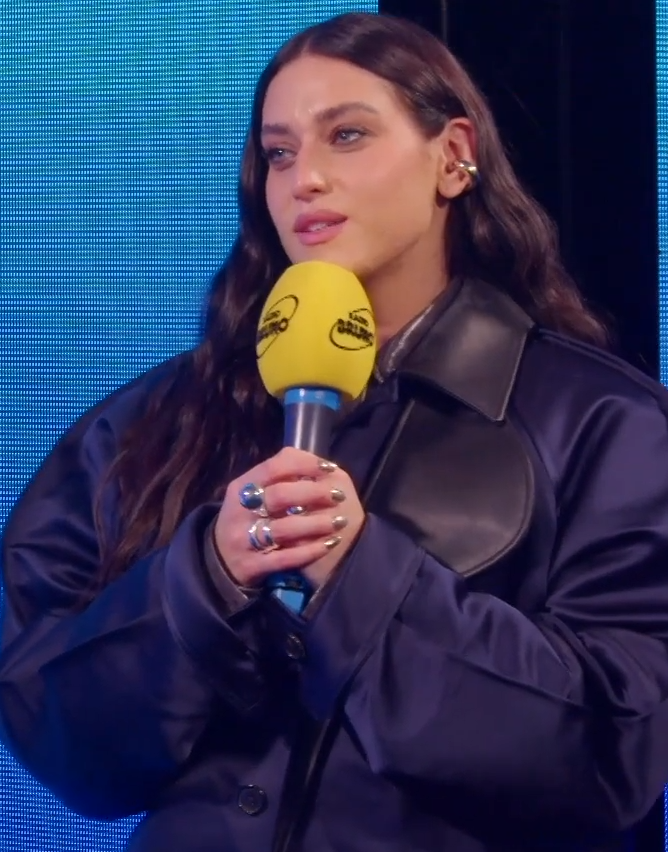
Gaia (2025)

Gaia (* 29. September 1997 in Guastalla, Provinz Reggio Emilia, als Gaia Gozzi) ist eine italienische Popsängerin und Songwriterin.

## Werdegang
Gaia Gozzi ist italienisch-brasilianischer Abstammung und wuchs in Viadana (Provinz Mantua) auf. Nach frühen musikalischen Anfängen nahm sie 2016 an der zehnten Staffel der Castingshow X Factor teil. Dort war sie im Team von Fedez und erreichte im Finale den zweiten Platz (nach Soul System). Daraufhin erhielt die Sängerin einen Plattenvertrag bei Sony und veröffentlichte Ende des Jahres ihre erste EP New Dawns. Nach nur einer weiteren Single (Fotogramas, 2017) lief Gaias Plattenvertrag aus. 2018 bewarb sie sich erstmals für die Castingshow Amici di Maria De Filippi, schaffte es jedoch nicht durch die Castings. Im Jahr darauf hatte sie Erfolg und konnte an der 19. Staffel von Amici teilnehmen. Noch während der Teilnahme veröffentlichte sie, wieder bei Sony, das erste Studioalbum Genesi. Nachdem sie aus dem Amici-Finale als Siegerin hervorgegangen war, erschien das Album erneut in der Nuova-genesi-Edition.
Beim Sanremo-Festival 2021 erreichte Gaia mit dem Lied Cuore amaro den 19. Platz.

## Diskografie

### Alben und EPs
| Jahr | Titel Musiklabel    | Höchstplatzierung, Gesamtwochen, AuszeichnungChartplatzierungen (Jahr, Titel, Musiklabel, Platzierungen, Wochen, Auszeichnungen, Anmerkungen) | Höchstplatzierung, Gesamtwochen, AuszeichnungChartplatzierungen (Jahr, Titel, Musiklabel, Platzierungen, Wochen, Auszeichnungen, Anmerkungen) | Anmerkungen                                                               |
| Jahr | Titel Musiklabel    | IT | CH | Anmerkungen                                                               |
| ---- | ------------------- | --- | --- | ------------------------------------------------------------------------- |
| 2016 | New Dawns Sony      | IT29 (8 Wo.)IT | — | Erstveröffentlichung: 16. Dezember 2016 EP                                |
| 2020 | Genesi Sony         | IT3 Gold · (36 Wo.)IT | CH68 (1 Wo.)CH | Erstveröffentlichung: 20. März 2020 inkl. Nuova genesi Verkäufe: + 25.000 |
| 2021 | Alma Sony           | IT18 (8 Wo.)IT | — | Erstveröffentlichung: 29. Oktober 2021                                    |
| 2025 | Rose dei venti Sony | IT6 (8 Wo.)IT | — | Erstveröffentlichung: 21. März 2025                                       |

### Singles (Auswahl)
| Jahr | Titel Album                              | Höchstplatzierung, Gesamtwochen, AuszeichnungChartplatzierungen (Jahr, Titel, Album, Platzierungen, Wochen, Auszeichnungen, Anmerkungen) | Höchstplatzierung, Gesamtwochen, AuszeichnungChartplatzierungen (Jahr, Titel, Album, Platzierungen, Wochen, Auszeichnungen, Anmerkungen) | Anmerkungen |
| Jahr | Titel Album                              | IT | CH | Anmerkungen |
| --- | ---------------------------------------- | --- | --- | --- |
| 2016 | New Dawns                                | IT7 Gold · (7 Wo.)IT | — | Verkäufe: + 25.000 |
| 2016 | Human New Dawns                          | IT86 (1 Wo.)IT | — | |
| 2020 | Chega Genesi                             | IT11 ×2Doppelplatin · (38 Wo.)IT | — | Verkäufe: + 140.000 |
| 2020 | Coco Chanel Genesi                       | IT36 Gold · (5 Wo.)IT | — | Verkäufe: + 35.000 |
| 2020 | Fucsia Genesi                            | IT81 (1 Wo.)IT | — | |
| 2020 | Nuove strade –                           | IT51 (1 Wo.)IT | — | Erstveröffentlichung: 23. September 2020 Nuove strade feat. Ernia, Rkomi, Madame, Gaia, Samurai Jay & Andry the Hitmaker |
| 2021 | Cuore amaro Alma                         | IT17 Gold · (5 Wo.)IT | — | Erstveröffentlichung: 4. März 2021 Beitrag zum Sanremo-Festival 2021 Verkäufe: + 35.000                                  |
| 2021 | Boca Alma                                | IT69 Gold · (6 Wo.)IT | — | Erstveröffentlichung: 14. Mai 2021 mit Sean Paul & Childsplay Verkäufe: + 35.000                                         |
| 2021 | What Christmas Means To Me –             | IT6 Gold · (12 Wo.)IT | — | Erstveröffentlichung: 1. Oktober 2021 Verkäufe: + 50.000                                                                 |
| 2024 | Sesso e samba Icon                       | IT1 ×4Vierfachplatin · (48 Wo.)IT | CH56 (13 Wo.)CH | Erstveröffentlichung: 22. Mai 2024 Verkäufe: + 400.000; Tony Effe feat. Gaia                                             |
| 2025 | Chiamo io chiami tu Rose dei venti       | IT9 Gold · (… Wo.)IT | — | Erstveröffentlichung: 12. Februar 2025 Verkäufe: + 100.000; Beitrag zum Sanremo-Festival 2025                            |
| Folgende Lieder erschienen nicht als Single, wurden aber durch das Album zum Download und Streaming bereitgestellt und konnten somit eine Platzierung erlangen: |                                          | | | |
| |                                          | | | |
| 2021 | Luna Madame                              | IT35 Gold · (3 Wo.)IT | — | Madame feat. Gaia Verkäufe: + 35.000                                                                                     |
| 2021 | Mare che non sei Taxi Driver             | IT30 Gold · (3 Wo.)IT | — | Rkomi feat. Gaia Verkäufe: + 35.000                                                                                      |
| 2022 | Mosaici X2                               | IT24 (2 Wo.)IT | — | Sick Luke feat. Gaia & Carl Brave                                                                                        |
| 2022 | Così Non Va Botox                        | IT50 (1 Wo.)IT | — | Night Skinny feat. Bnkr44, Elisa, Gaia, Madame & Rkomi                                                                   |
| 2022 | Bastava la meta Io non ho paura          | IT21 (2 Wo.)IT | — | Ernia feat. Gaia & Guè                                                                                                   |
| 2025 | Salsa piccante Mentre Los Angeles Brucia | IT47 (1 Wo.)IT | — | Fabri Fibra feat. Gaia & Massimo Pericolo                                                                                |

## Belege
1. ↑  Chi è Gaia Gozzi: età altezza, fidanzato, biografia, canzoni Chega. In: The Italian Times. 7. November 2020, abgerufen am 16. Dezember 2020 (italienisch).
2. 1 2  Chartquellen: IT CH
3. 1 2 3 4 5 6 7 8 9 10 11  Certificazioni. FIMI, abgerufen am 14. April 2025 (italienisch).

| Personendaten    | Personendaten                             |
| ---------------- | ----------------------------------------- |
| NAME             | Gaia                                      |
| ALTERNATIVNAMEN  | Gozzi, Gaia (Geburtsname)                 |
| KURZBESCHREIBUNG | italienische Popsängerin und Songwriterin |
| GEBURTSDATUM     | 29. September 1997                        |
| GEBURTSORT       | Guastalla, Provinz Reggio Emilia          |